# Роберт II Побожний
Роберт II Побожний або Роберт ІІ Благочестивий (фр. Robert II le Pieux; 27 березня 972 — 20 липня 1031) — король франків з 987 року. До 996 року був королем спільно зі своїм батьком, Гуго Капетом, після чого правив самостійно до 1017 року, опісля спільно з синами Гуго Магнусом і Генріхом. Був другим монархом з династії Капетингів.

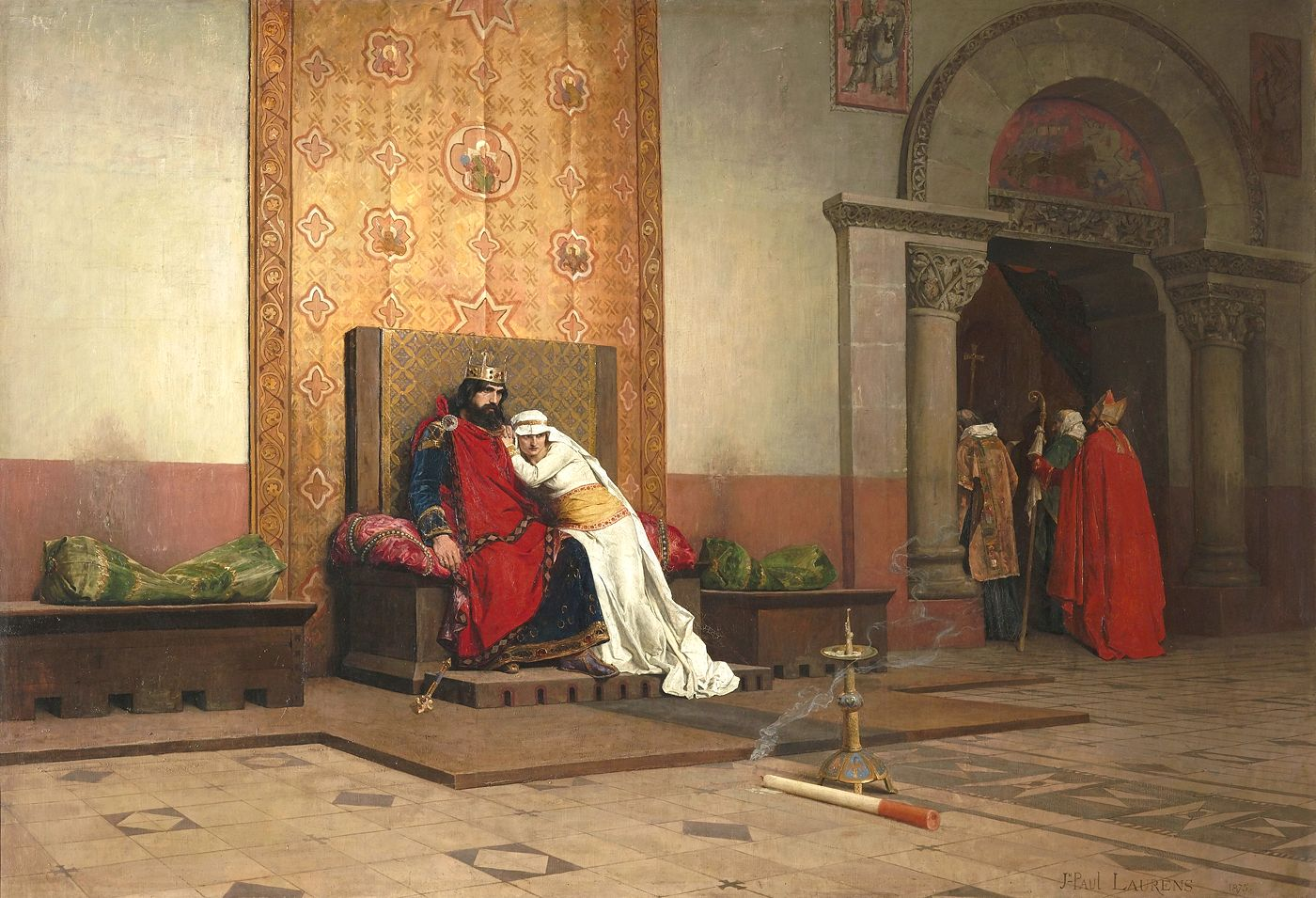
Відлучення від церкви Роберта II Побожного. Картина Жана-Поля Лорана, 1875

Королівство, успадковане Робертом, не було великим, і, намагаючись посилити владу, він енергійно претендував на будь-які феодальні землі, що виявлялись вакантними, а це зазвичай приводило до війни з іншим претендентом. 1003 року його вторгнення в Бургундське герцогства закінчилось невдачею, поки 1016 року він отримав підтримку церкви і був визнаний як герцог Бургундії.
Проміж ворогів Роберта II Побожного були зокрема його власні сини: Гуго, Генріх і Роберт. Вони повстали проти батька в громадянській війні за владу і маєтки. Гуго помер під час перевороту 1025 року. У конфлікті з Генріхом і молодшим Робертом, армія короля Роберта зазнала поразки, і він відступив під столицю Париж. Король помер під час війни з синами 20 липня 1031 року. Син Роберта II Побожного Генріх успадкував як Францію, так і Бургундію.

## Родина
1 Дружина — Розалія Італійська
Діти: не було
2 Дружина — Берта Бургундська (997—1001)
Діти: мертвонароджений син.
3 Дружина — Констанція Арльська
Діти:
- Гедвіга (Авуаза) (бл.1003-1063) — чоловік Рено I (бл. 1000—1040), граф Невера та Осера
- Констанція (бл. 1005—після 1031) — чоловік: з бл. 1023 — Манасія (помер в 1037), граф де Даммартен
- Гуго Магнус (1007—1025) — співправитель батька, коронований 9 червня 1017 року.
- Генріх I (1009/1010 — 1060) — король Франції з 1031 року.
- Адела (бл. 1009—1079) — 1-й чоловік: з 1027 — Річард III (бл. 1001 — 6 серпня 1027), герцог Нормандії з 1026; 2-й чоловік: з 1028 — Балдуїн V (1012/1013 — 1067) граф Фландрії з 1035 року.
- Роберт I (1011/1012—1076) — герцог Бургундії з 1032 року, родоначальник Старшого Бургундського дому, що правив Бургундським герцогством в 1032—1361 роках, і предок по чоловічій лінії всіх королів Португалії.
- Ед (бл. 1013—1057/1059).